# Звёздная масса
Звёздная масса — масса звезды. Обычно выражается в массах Солнца (M⊙). Например, масса яркой звезды Сириуса составляет около 2,02 M⊙. Масса звезды меняется в течение её жизни: она уменьшается из-за испускания звёздного ветра, а может и расти — например, при поглощении вещества звезды-спутника.

## Изменение
В настоящее время Солнце теряет массу с излучением электромагнитной энергии и выбросом вещества с солнечным ветром. Она теряет около (2-3)⋅10-14 M⊙ в год. Потери массы возрастут, когда Солнце войдёт в стадию красного гиганта, доходя до (7-9)⋅10−14 M⊙ при достижении вершины ветви красных гигантов. Этот показатель вырастет до 10−6 M⊙ на асимпотической ветви гигантов, достигая пика на уровне 10−5 до 10−4 M⊙, создавая планетарную туманность. К тому времени Солнце будет белым карликом, потеряв 46 % от начальной массы.